# Gay’s the Word
Gay’s the Word — независимый книжный магазин, один из двух специализированных книжных ЛГБТ-магазинов в Великобритании, долгое время бывший единственным в Англии. Он расположен в районе Блумсбери в Лондоне. Небольшая социал-демократическая ЛГБТ-организация Gay Icebreakers основала магазин 17 января 1979 года, вдохновлённая первыми книжными ЛГБТ-магазинами, появлявшимися тогда в США. При выборе места рассматривалось несколько районов, включая Ковент-Гарден, который тогда обновлялся, затем магазин открыли на Марчмонт-стрит. Первоначальное нежелание Совета Камдена предоставить аренду книжному магазину было преодолено с помощью Кена Ливингстона, тогдашнего члена Совета Камдена, а затем мэра Лондона.

## История
С самого начала книжный магазин использовался как общественный и информационный ресурс для лесбиянок и геев, предоставляющий информацию о ЛГБТ-организациях и предстоящих мероприятиях. В магазине проходили музыкальные вечера, и на рояле стояла партитура для мюзикла, которая вдохновила его название — Gay’s The Word Айвора Новелло. Различные организации и общественные группы использовали магазин в нерабочее время для встреч, включая Icebreakers, Lesbian Discussion Group (все ещё собирающуюся после 30 лет), Gay Black Group и Gay Disabled Group. Это также место проведения встреч TransLondon. Кафе и пианино там больше нет, но доска объявлений всё ещё используется, и оттуда до сих пор распространяются бесплатные ЛГБТ-газеты.
Когда магазин был основан в 1979 году, ЛГБТ-книги обычно не продавались в большинстве книжных магазинах. В первых информационных бюллетенях были перечислены несколько радикальных книжных магазинов в стране, где были доступны книги для ЛГБТ, а у Gay News имела отличную и новаторскую службу почтовых заказов. ЛГБТ-движение в этот период в Соединенных Штатах было особенно активным и стимулировало огромное количество литературы, создавая множество небольших издательств. Gay’s The Word пришлось импортировать большую часть своего запаса из США, поскольку в Великобритании было издано недостаточно ЛГБТ-книг.
В 1984 году таможня и акцизная служба, предположив, что магазин является порно-магазином, а не обычным книжным магазином, организовали крупномасштабный рейд и захватили склад на тысячи фунтов стерлингов. Среди изъятых книг были произведения Теннесси Уильямса, Гора Видала, Кристофера Ишервуда и Жана Жене. В конечном итоге директора были обвинены в сговоре с целью ввоза непристойных книг в соответствии с законом О таможенном объединении 1876 года. В отличие от закона О непристойных публикациях, который регулирует литературу, издаваемую в Великобритании, закон О таможенном объединении 1876 года не предусматривает литературной или художественной защиты произведений. Была развернута кампания, и обвиняемые начали активно защищаться. Был создан фонд помощи, который собрал более 55 тысяч фунтов стерлингов от общественности. Многие известные писатели также оказали свою поддержку, такую как Гор Видал пожертвовавший 3 тысячи фунтов стерлингов. Появились газетные статьи, различные депутаты посетили магазин и начали задавать вопросы в Палате общин. В конце концов обвинения были сняты в 1986 году.
В магазине было проведено множество чтений и автограф-сессий известных и начинающих писателей. Эдмунд Уайт, Дэвид Ливитт, Стелла Даффи, Армистед Мопин, Джейк Арнотт, Дамиан Барр, Алан Холлингхерст, Филип Хеншер, Шарлотта Мендельсон, Патрик Гейл, Нил Бартлетт, Элисон Бехдель, Джейк Ширс, Эмили Данфорт, Али Смит, Джеки Кей, Алекс Берти и Томас Пейдж Макби — вот лишь некоторые из тех, кто читал или подписывал книги в книжном магазине. Это популярное место для поэтических чтений, привлекающие таких поэтов, как Эндрю Макмиллан, Ричард Скотт, Кейт Фоули, София Блэкуэлл, Кит Джаррет, Мэри Джин Чан, Грегори Вудс и Джон Маккалоу. В нём также проходили беседы биографов Нила Маккенны («Тайная жизнь Оскара Уайльда»), Шейлы Роуботэм («Эдвард Карпентер»), историков Мэтта Кука («История геев Британии») и Мэтта Холбрука («Квир-Лондон»). Документальный фильм о книжном магазине Дугласа Белфорда был показан в 2006 году на Лондонском ЛГБТ-кинофестивале и может быть просмотрен на YouTube.
В 1984—1985 годах Lesbians and Gays Support the Miners поддержали бунтующих шахтёров, встречаясь в книжном магазине и собирая деньги для бастующих шахтёров. Когда собрания стали слишком большими для этого магазина, они перенесли свои собрания в паб Fallen Angel. Фильм Гордость 2014 года, снятый режиссером Мэтью Уорхусом, показал группу, когда они проводили кампанию и собирали деньги для бастующих валлийских шахтёров, и изобразил магазин, являющийся мишенью для нескольких случаев гомофобной агрессии и вандализма. Съемки фильма действительно проходили в здании на Кингсгейт-Роуд в Западном Хэмпстеде. В 2017 году над книжным магазином была открыта синяя табличка в честь Марка Эштона, активиста за права ЛГБТ и соучредителя LGSM.
В 2018 году магазин одолжили часть своего архива библиотеке Сената для выставки the Queer Between the Covers Exhibition. Они выступили с докладом о печально известном Таможенном рейде 1984 года и впоследствии были приглашены повторить этот доклад в палатах парламента. 40-летие со дня рождения Gay’s The Word было отмечено специальным мероприятием в Британской библиотеке.